# June Squibb
June Louise Squibb (Vandalia, Illinois, 6 de noviembre de 1929) es una actriz estadounidense de cine, teatro y televisión. Es más conocida por interpretar papeles secundarios en varias películas como Alice, Scent of a Woman, La edad de la inocencia, In & Out y Far from Heaven. También ha actuado en series de televisión como Ghost Whisperer y en Broadway, incluyendo su participación en la producción original Gypsy. 
Squibb interpretó a la esposa de Warren Schmidt (Jack Nicholson) en la película de Alexander Payne A propósito de Schmidt y a la esposa de Woody Grant (Bruce Dern) en Nebraska, también de Payne, por la que recibió una nominación al Óscar a la mejor actriz de reparto.

## Biografía
Squibb nació y se crio en Vandalia, Illinois, como hija única de Joy Belle (apellido de soltera Force; 1905-1996) y Lewis Squibb (1905–1996). Su madre era una ávida jugadora de golf y pianista muy conocida que comenzó a interpretar algunos papeles en películas mudas en la década de 1920, y más tarde participó en concursos de piano, ganando el World Championship Old Time Piano Playing Contest en el año 1975 y 1976. Su padre estaba en el negocio de seguros y sirvió en la Armada durante la Segunda Guerra Mundial.
El primer marido de Squibb fue el actor Edward Sostek, del que se divorciaría prontamente; para casarse se convirtió al judaísmo en la década de 1950, religión que aún profesa. Contrajo matrimonio en segundas nupcias con el profesor de teatro Charles Kakatsakis (1929–1999), del que es viuda, con quien tuvo a su hijo Harry Kakatsakis, un director de cine más conocido por su cortometraje Admissions. 
Cuando se le preguntó sobre la discriminación debido a la edad en el mundo del espectáculo, Squibb declaró: «Bueno, es como cualquier otra cosa. Siempre he creído que las reglas están hechas para romperse».

### Teatro
Squibb inició su carrera en el teatro musical en el St. Louis Muny y se formó en la Cleveland Play House y en el HB Studio después de trasladarse a la ciudad de Nueva York. Mientras estaba en el Cleveland Play House actuó en obras como Marseilles, The Play’s the Thing, Goodbye, My Fancy, The Heiress, Detective Story, Antigone, Ladies in Retirement y Bloomer Girl durante la década de 1950. En 2015, fue honrada como parte del salón de la fama de dicha compañía de teatro.
Su gran oportunidad en Nueva York le llegó al conseguir el papel de Dulcie en la obra de Off-Broadway The Boy Friend en 1958. En 1959, se presentó en un remontaje de Off-Broadway de Lend an Ear, protagonizado por Elizabeth Allen. Debutó en Broadway con la producción original Gypsy: A Musical Fable, protagonizada por Ethel Merman, asumiendo el papel de la estríper Electra en 1960. Su rol siguiente fue en The Happy Time, que se estrenó en 1968 y fue nominada para el Premio Tony al mejor musical. Entre medio de estos dos trabajos, Squibb fue modelo fotográfica para novelas rosas e hizo comerciales.
En 1995, apareció en la obra Sacrilege en Broadway, protagonizada por Ellen Burstyn.
Squibb también ha interpretado varios papeles en giras nacionales, teatros regionales y fuera de Broadway. En 2012, interpretó a la matriarca Stella Gordon en Dividing the Estate, estrenada en el Dallas Theater Center, por el que fue aclamada por la crítica.

## Filmografía

### Cine
| Año  | Título                                          | Personaje                  | Notas        |
| ---- | ----------------------------------------------- | -------------------------- | ------------ |
| 1990 | Alice                                           | Hilda                      |              |
| 1992 | Scent of a Woman                                | Sra. Hunsaker              |              |
| 1993 | The Age of Innocence                            | Nana Mingott               |              |
| 1997 | In & Out                                        | Prima Gretchen             |              |
| 1998 | Meet Joe Black                                  | Helen                      |              |
| 2002 | About Schmidt                                   | Helen Schmidt              |              |
| 2002 | Far from Heaven                                 | Anciana                    |              |
| 2003 | Another Night                                   | Nana                       | Cortometraje |
| 2004 | Welcome to Mooseport                            | Irma                       |              |
| 2007 | Dead Write                                      | Sra. Copperfiled           |              |
| 2008 | Just Add Water                                  | Madre                      |              |
| 2008 | Character Assassins                             | —                          | Cortometraje |
| 2008 | Old Days                                        | Gertrude                   | Cortometraje |
| 2010 | Miss This at Your Peril                         | Scarlett Penaranda         | Cortometraje |
| 2011 | Atlas Shrugged: Part I                          | Sra. Hastings              |              |
| 2011 | The Perfect Family                              | Sra. Punch                 |              |
| 2011 | El gran año                                     | Anciana                    |              |
| 2012 | The Man Who Shook the Hand of Vicente Fernández | Irma                       |              |
| 2012 | Would You Rather                                | Linda                      |              |
| 2013 | Nebraska                                        | Kate Grant                 |              |
| 2015 | I'll See You in My Dreams                       | Georgina                   |              |
| 2015 | Love the Coopers                                | Tía Fishy                  |              |
| 2016 | Other People                                    | Ruth-Anne                  |              |
| 2017 | Table 19                                        | Jo Flanagan                |              |
| 2017 | Amanda & Jack Go Glamping                       | Jude                       |              |
| 2017 | Father Figures                                  | Sra. Agnes Hunt            |              |
| 2018 | Summer '03                                      | Dotty Winkle               |              |
| 2018 | Ralph Breaks the Internet                       | Bertha, la abuela de Jimmy | Voz          |
| 2019 | Blow the Man Down                               | Susie Gallagher            |              |
| 2019 | Toy Story 4                                     | Margaret                   | Voz          |
| 2020 | Palm Springs                                    | Nana Lena Schlieffen       |              |
| 2020 | Soul                                            | Gerel                      | Voz          |
| 2020 | Godmothered                                     | Agnes                      |              |
| 2021 | Palmer                                          | Vivian Palmer              |              |
| 2021 | The Humans                                      | Momo                       |              |
| 2024 | Thelma                                          | Thelma Post                |              |
| 2024 | Inside Out 2                                    | Nostalgia                  | Voz          |

### Televisión
| Año       | Título                     | Personaje                      | Notas                                                         |
| --------- | -------------------------- | ------------------------------ | ------------------------------------------------------------- |
| 1985      | CBS Schoolbreak Special    | Casera                         | Episodio: "The Day the Senior Class Got Married"              |
| 1995      | Law & Order                | Sylvia Sherman                 | Episodio: "Progeny"                                           |
| 1999      | Law & Order                | Eileen De Rose                 | Episodio: "Merger"                                            |
| 2001      | Ed                         | Organist                       | Episodio: "Valentine's Day"                                   |
| 2003–2004 | Judging Amy                | Louise Flowers                 | 5 episodios                                                   |
| 2003      | ER                         | Hija del Seguro Social         | Episodio: "No Strings Attached"                               |
| 2003      | Just Shoot Me!             | Sra. Pebbles                   | Episodio: "Son of a Preacher Man"                             |
| 2005      | House M. D.                | Ramona                         | Episodio: "Love Hurts"                                        |
| 2005      | The Bernie Mac Show        | Nun                            | Episodio: "Night of Terror"                                   |
| 2005      | Two and a Half Men         | Margaret                       | Episodio: "Sleep Tight, Puddin' Pop"                          |
| 2005      | Curb Your Enthusiasm       | Sra. Cone                      | Episodio: "The End"                                           |
| 2005–2007 | Ghost Whisperer            | Abuela                         | 6 episodios                                                   |
| 2006      | 7th Heaven                 | Sra. Rusnak                    | Episodio: "Love and Obsession"                                |
| 2007      | The Bill Engvall Show      | Edda                           | 2 episodios                                                   |
| 2007      | A Stranger's Heart         | Tía Cass                       | Película de televisión                                        |
| 2008      | Cold Case                  | Annette Hicks                  | Episodio: "Slipping"                                          |
| 2008      | Shark Swarm                | Bess Wilder                    | Película de televisión                                        |
| 2008–2009 | The Young and the Restless | Pearl                          | 19 episodios                                                  |
| 2011      | Eagleheart                 | Esther                         | Episodio: "Once in a Wattle"                                  |
| 2012      | Castle                     | Jamie Isaacson                 | Episodio: "Once Upon a Crime"                                 |
| 2012      | Mike & Molly               | Francine                       | Episodio: "The Rehearsal"                                     |
| 2013–2015 | Getting On                 | Varla Pounder                  | 3 episodios                                                   |
| 2013      | The Millers                | Blanche                        | Episodio: "Carol's Parents Are Coming to Town"                |
| 2014      | Girls                      | Abuela Flo                     | Episodio: "Flo"                                               |
| 2014      | Glee                       | Maggie Banks                   | Episodio: "Old Dog, New Tricks"                               |
| 2014      | Devious Maids              | Velma Mudge                    | 2 episodios                                                   |
| 2015      | The Jack and Triumph Show  | June Gregory                   | 7 episodios                                                   |
| 2015      | 7 Days in Hell             | Reina Isabel II                | Película de televisión                                        |
| 2015      | Axe Cop                    | Tutukaka Female (voz)          | Episodio: "The Ultimate Mate"                                 |
| 2015      | Wander Over Yonder         | Stella Starbella (voz)         | Episodio: "The Loose Screw"                                   |
| 2015      | Mom                        | Dottie                         | Episodio: "Terrorists and Gingerbread"                        |
| 2015      | Code Black                 | Dorothy                        | Episodio: "Buen Árbol"                                        |
| 2016      | The Big Bang Theory        | Constance, abuela de Sheldon   | Episodio: "The Meemaw Materialization"                        |
| 2016      | Shameless                  | Etta                           | 7 episodios                                                   |
| 2016      | Modern Family              | Tía Alice                      | Episodio: "Thunk in the Trunk"                                |
| 2016      | Dream Corp, LLC            | Nora                           | Episodio: "The Smoking Nun"                                   |
| 2016      | Clarence                   | Rosie Randell (voz)            | Episodio: "Cloris"                                            |
| 2017      | Bones                      | Barbara Baker                  | Episodio: "The Final Chapter: The New Tricks in the Old Dogs" |
| 2017      | I'm Sorry                  | Diane                          | Episodio: "Pilot"                                             |
| 2018      | Living Biblically          | Sra. Mary Jean Murphy          | Episodio: "Pilot"                                             |
| 2018-2019 | Good Girls                 | Marion Peterson                | 7 episodios                                                   |
| 2019      | The Good Doctor            | Ida Guelph                     | Episodio: "Trampoline"                                        |
| 2019      | Room 104                   | Jean                           | Episodio: "Crossroads"                                        |
| 2020      | Solar Opposites            | Ruth (voz)                     | Episodio: "The Unstable Grey Hole"                            |
| 2020-2021 | The Fungies!               | Abuela Tullabett Grancie (voz) | 11 episodios                                                  |
| 2020-2022 | Little America             | Sra. Danforth                  | 1 episodio                                                    |
| 2021-2022 | Little Ellen               | Gramsy (voz)                   | 8 episodios                                                   |

## Premios y nominaciones

### Premios Óscar
| Año  | Categoría                          | Trabajo nominado | Resultado |
| ---- | ---------------------------------- | ---------------- | --------- |
| 2014 | Óscar a la mejor actriz de reparto | Nebraska         | Nominada  |

### Otros premios y nominaciones
| Año  | Premio                                                                                               | Trabajo nominado | Resultado |
| ---- | --- | ---------------- | --------- |
| 2013 | Alliance of Women Film Journalists Award por mejor reparto                                           | Nebraska         | Nominada  |
| 2013 | American Comedy Award a la Mejor actriz de comedia - cine                                            | Nebraska         | Nominada  |
| 2013 | Awards Circuit Community Award por mejor actriz de reparto                                           | Nebraska         | Nominada  |
| 2013 | Boston Society of Film Critics Award por mejor actriz de reparto                                     | Nebraska         | Ganadora  |
| 2013 | Broadcast Film Critics Association Award por mejor reparto                                           | Nebraska         | Nominada  |
| 2013 | Broadcast Film Critics Association Award por mejor actriz de reparto                                 | Nebraska         | Nominada  |
| 2013 | Chicago Film Critics Association Award por mejor actriz de reparto                                   | Nebraska         | Nominada  |
| 2013 | Dallas–Fort Worth Film Critics Association Award por mejor actriz de reparto                         | Nebraska         | Nominada  |
| 2013 | Denver Film Critics Society Award por mejor actriz de reparto                                        | Nebraska         | Nominada  |
| 2013 | Detroit Film Critics Society Award por mejor actriz de reparto                                       | Nebraska         | Nominada  |
| 2013 | Georgia Film Critics Association Award por mejor actriz de reparto                                   | Nebraska         | Nominada  |
| 2013 | Gold Derby Award por mejor actriz de reparto                                                         | Nebraska         | Nominada  |
| 2013 | Globo de Oro a la mejor actriz de reparto                                                            | Nebraska         | Nominada  |
| 2013 | Guardian Film Award por mejor línea en un diálogo                                                    | Nebraska         | Nominada  |
| 2013 | Guardian Film Award por mejor actor/actriz de reparto                                                | Nebraska         | Ganadora  |
| 2013 | Houston Film Critics Society Award por mejor actriz de reparto                                       | Nebraska         | Nominada  |
| 2013 | Premios Independent Spirit por mejor mujer de reparto                                                | Nebraska         | Nominada  |
| 2013 | Indiana Film Journalists Association Award por mejor actriz de reparto                               | Nebraska         | Nominada  |
| 2013 | Los Angeles Film Critics Association Award por mejor actriz de reparto                               | Nebraska         | Nominada  |
| 2013 | London Film Critics Circle Award por actriz de reparto del año                                       | Nebraska         | Nominada  |
| 2013 | New York Film Critics Circle Award por mejor actriz de reparto                                       | Nebraska         | Nominada  |
| 2013 | Phoenix Film Critics Society Award por mejor actriz de reparto                                       | Nebraska         | Nominada  |
| 2013 | Phoenix Film Critics Society por interpretación excepcional en cámara                                | Nebraska         | Nominada  |
| 2013 | San Francisco Film Critics Circle Award por mejor actriz de reparto                                  | Nebraska         | Nominada  |
| 2013 | Santa Barbara International Film Festival - Virtuoso Award                                           | Nebraska         | Ganadora  |
| 2013 | Premios Satellite por mejor actriz de reparto - cine                                                 | Nebraska         | Ganadora  |
| 2013 | Premios del Sindicato de Actores por Interpretación excepcional de una actriz en un papel secundario | Nebraska         | Nominada  |
| 2013 | St. Louis Gateway Film Critics Association por mejor actriz de reparto                               | Nebraska         | Nominada  |
| 2013 | Toronto Film Critics Association Award por mejor actriz de reparto                                   | Nebraska         | Nominada  |
| 2013 | Washington D. C. Area Film Critics Association Award por mejor actriz de reparto                     | Nebraska         | Nominada  |